# Giro del Trentino 1985
Il Giro del Trentino 1985, nona edizione della corsa, si svolse dal 7 al 9 maggio su un percorso di 598 km ripartiti in 3 tappe, con partenza a Riva del Garda e arrivo ad Arco. Fu vinto dall'austriaco Harald Maier della Gis Gelati-Trentino Vacanze davanti all'italiano Silvano Contini e all'austriaco Gerhard Zadrobilek.

## Tappe
| Tappa  | Data     | Percorso                         | km  | Vincitore di tappa | Leader cl. generale |
| ------ | -------- | -------------------------------- | --- | ------------------ | ------------------- |
| 1ª     | 7 maggio | Riva del Garda > Castello Tesino | 203 | Harald Maier       | Harald Maier        |
| 2ª     | 8 maggio | Castello Tesino > Val di Sole    | 183 | Guido Bontempi     | Harald Maier        |
| 3ª     | 9 maggio | Val di Sole > Arco               | 212 | Urs Freuler        | Harald Maier        |
| Totale | Totale   | Totale                           | 598 |                    |                     |

## Dettagli delle tappe

### 1ª tappa
- 7 maggio: Riva del Garda > Castello Tesino – 203 km

| Pos. | Corridore          | Squadra       | Tempo    |
| ---- | ------------------ | ------------- | -------- |
| 1    | Harald Maier       | Gis Gelati    | 5h26'00" |
| 2    | Silvano Contini    | Ariostea-Oece | s.t.     |
| 3    | Gerhard Zadrobilek | Atala         | s.t.     |

| Pos. | Corridore    | Squadra    | Tempo |
| ---- | ------------ | ---------- | ----- |
| 1    | Harald Maier | Gis Gelati |       |

### 2ª tappa
- 8 maggio: Castello Tesino > Val di Sole – 183 km

| Pos. | Corridore      | Squadra    | Tempo    |
| ---- | -------------- | ---------- | -------- |
| 1    | Guido Bontempi | Carrera    | 4h55'51" |
| 2    | Harald Maier   | Gis Gelati | a 5"     |
| 3    | Daniele Caroli | Santini    | s.t.     |

| Pos. | Corridore    | Squadra    | Tempo |
| ---- | ------------ | ---------- | ----- |
| 1    | Harald Maier | Gis Gelati |       |

### 3ª tappa
- 9 maggio: Val di Sole > Arco – 212 km

| Pos. | Corridore         | Squadra    | Tempo    |
| ---- | ----------------- | ---------- | -------- |
| 1    | Urs Freuler       | Atala      | 5h45'18" |
| 2    | Stefano Allocchio | Malvor     | s.t.     |
| 3    | Paolo Rosola      | Sammontana | s.t.     |

| Pos. | Corridore          | Squadra       | Tempo     |
| ---- | ------------------ | ------------- | --------- |
| 1    | Harald Maier       | Gis Gelati    | 17h07'27" |
| 2    | Silvano Contini    | Ariostea-Oece | s.t.      |
| 3    | Gerhard Zadrobilek | Atala         | s.t.      |

## Classifiche finali

### Classifica generale
| Pos. | Corridore          | Squadra                     | Tempo     |
| ---- | ------------------ | --------------------------- | --------- |
| 1    | Harald Maier       | Gis Gelati-Trentino Vacanze | 17h07'27" |
| 2    | Silvano Contini    | Ariostea-Oece               | s.t.      |
| 3    | Gerhard Zadrobilek | Atala-Ofmega-Campagnolo     | s.t.      |
| 4    | Ennio Salvador     | Ariostea-Oece               | a 7"      |
| 5    | Francesco Moser    | Gis Gelati-Trentino Vacanze | a 12"     |
| 6    | Marino Amadori     | Alpilatte-Olmo-cierre       | a 17"     |
| 7    | Romano Randi       | Alpilatte-Olmo-cierre       | s.t.      |
| 8    | Marco Giovannetti  | Ariostea-Oece               | s.t.      |
| 9    | Franco Chioccioli  | Fanini-Wuhrer               | a 19"     |
| 10   | Guido Bontempi     | Carrera-Inoxpran            | a 54"     |